# Panzer E-75
Il Panzer E-75 o Pzkpfw E-75 o, più semplicemente, E-75 è stato un progetto di carro armato pesante tedesco. È considerato una delle Wunderwaffe.

## Storia del progetto
Il Panzer E-75 fu presentato a Hitler per la prima volta da Ferdinand Porsche, che aveva già proposto il panzer E-50 alla fine del 1943, quando si iniziava a creare i primi prototipi del Tiger II, con il quale il progetto si scontrò.
Come accadde al panzer E-50 anche l'E-75 fu subito rifiutato da Hitler. Il destino volle che nel tardo 1944 Joseph Goebbels riscoprì il progetto e propose a Hitler di classificarlo, potenziato, come parte della Wunderwaffe, allora in via di allestimento.

## Caratteristiche tecniche
Questo carro avrebbe dovuto avere dimensioni e forme simili al Tiger II. L'armamento principale consisteva nel 12,8 cm PaK 44, lo stesso del cacciacarri Jagdtiger. La corazzatura frontale doveva essere spessa dai 140 ai 160 mm con un'inclinazione di 57°. L'unità motrice avrebbe dovuto essere il Maybach HL 234 da 900 cv, in grado di permettere al veicolo di raggiungere la velocità massima di 35 km all'ora. La massa complessiva del carro sarebbe probabilmente stata superiore alle 75 tonnellate.
Il carro non fu mai costruito a causa sia del sopraggiungere della fine della guerra sia perché gli furono preferiti altri progetti, come il Panzer E-100 Tiger-Maus.

## Prestazioni
I critici militari moderni pensano che il panzer E-75 potesse valere come i carri attuali, se non fosse per il sistema di protezione più arretrato, inoltre il carro poteva essere ottimo nei combattimenti cittadini, per via del potente cannone e delle 4 mitragliatrici MG 42. Nella produzione sarebbe stato ostacolato dalla sua stessa complessità.